# Mihail Vasziljevics Frunze
Mihail Vasziljevics Frunze (oroszul Михаил Васильевич Фрунзе), a pártban viselt neve Arszenyij, Trifonics (oroszul Арсений, Трифоныч) (Pispek, Orosz Birodalom, 1885. február 2. – Moszkva, 1925. október 31.) bolsevik vezető, hadtudós, az 1917-es októberi orosz forradalom katonai parancsnoka volt.

## Életpályája
Frunze Pispekben született, amely akkoriban apró orosz katonai támaszpont volt Turkesztán kirgiz területén, egy román származású (besszarábiai felcser) apa és orosz felesége gyermekeként. A Szociáldemokrata Párt 1903. évi londoni II. Kongresszusán Lenin és Julij Martov, a párt két fő vezetője között kibékíthetetlen ideológiai ellentét alakult ki. Martov az aktivisták nagyobb, néppárt jellegű tömörülését akarta létrehozni, míg Lenin inkább egy kisebb, hivatásos forradalmárokból álló pártban gondolkodott, széles támogatói táborral. Martov 28-23 arányban győzött, amire Lenin kiviharzott a teremből, és megalakította saját bolsevik frakcióját (oroszul: többség), és ehhez a csoportosuláshoz csatlakozott Frunze is. Martov támogatói alkották a mensevikek csoportját (oroszul: kisebbség).
A II. Kongresszus után két évvel került sor az 1905-ös orosz forradalomra, amelyben Frunze volt a sztrájkoló textilmunkások egyik legfontosabb vezetője. A forradalom csúfos vereséget szenvedett a cári csapatoktól, Frunzét letartóztatták és halálra ítélték, de később kegyelmet kapott, büntetését életfogytiglani kényszermunkára változtatták.
Tíz év szibériai táborélet után Frunze megszökött és Csitába (Oroszország) menekült, ahol a Vosztocsnoje Obozrenyije (Keleti Szemle) című bolsevik lap szerkesztője lett.
Az 1917-es októberi orosz forradalmat megelőző februári forradalom idején Frunze a minszki civil milícia élén állt, majd megválasztották a belarusz szovjet elnökévé. Később Moszkvába utazott és egy munkás-hadsereg élére került, akik a városért folytatott harcban segítettek a felkelőknek.
1918-ban Frunze lett az Ivanovo-Voznyeszenszki kormányzóság katonai biztosa. Az orosz polgárháború első napjaiban már a Déli Front parancsnokává nevezik ki. Mihail Nyikolajevics Tuhacsevszkijjel közösen vette fel a harcot Alekszandr Kolcsak admirális és a „Fehér Sereg” ellen. Az 1919 áprilisában induló offenzíva decemberre a fehérek teljes vereségével és Omszk elfoglalásával ért véget. Ezután Lev Trockij, (a Munkás-paraszt Vörös Hadsereg parancsnoka) őt nevezte ki a Keleti Front parancsnokává. Frunze később saját szülőföldjét, Turkesztánt is elfoglalta a fehér csapatoktól.
1920 novemberében Frunze visszafoglalta a Krím félszigetet, ezzel Pjotr Vrangel tábornokot, csapataival együtt, kiszorította Oroszországból. Fontos szerepet vállalt továbbá Nesztor Mahno anarchista mozgalmának leverésében, amikor az ukrán mozgalmi vezető elutasította a Vörös Hadsereghez való csatlakozást.
1921-ben a párt Központi Bizottsága tagjává választották, majd 1925 januárjában a Forradalmi Katonai Tanács elnöke lett. Grigorij Zinovjev egyik kiemelkedő támogatójaként rövidesen szembekerült Sztálinnal, aki ellenezte Zinovjev nézeteit. Frunze halála 1925. október 31-i gyomorműtétéhez köthető, a feltételezések szerint kloroformtúladagolás miatt következett be. Több elemző gondolja úgy, hogy akár Sztálin is állhat halála mögött.[forrás?] Frunzét a Kreml fala mellett temették el.

## Emlékezete
1926-ban Kirgizisztán fővárosa, Biskek a Frunze nevet vette fel az ott született nagy hadvezér tiszteletére. A város 1991-ben kapta vissza régi nevét. Frunze emlékét azonban ma is ápolja a város: egy utca és a város központjában található egyik múzeum viseli a nevét. A biskeki főpályaudvar előtti téren lovasszobor őrzi emlékét.

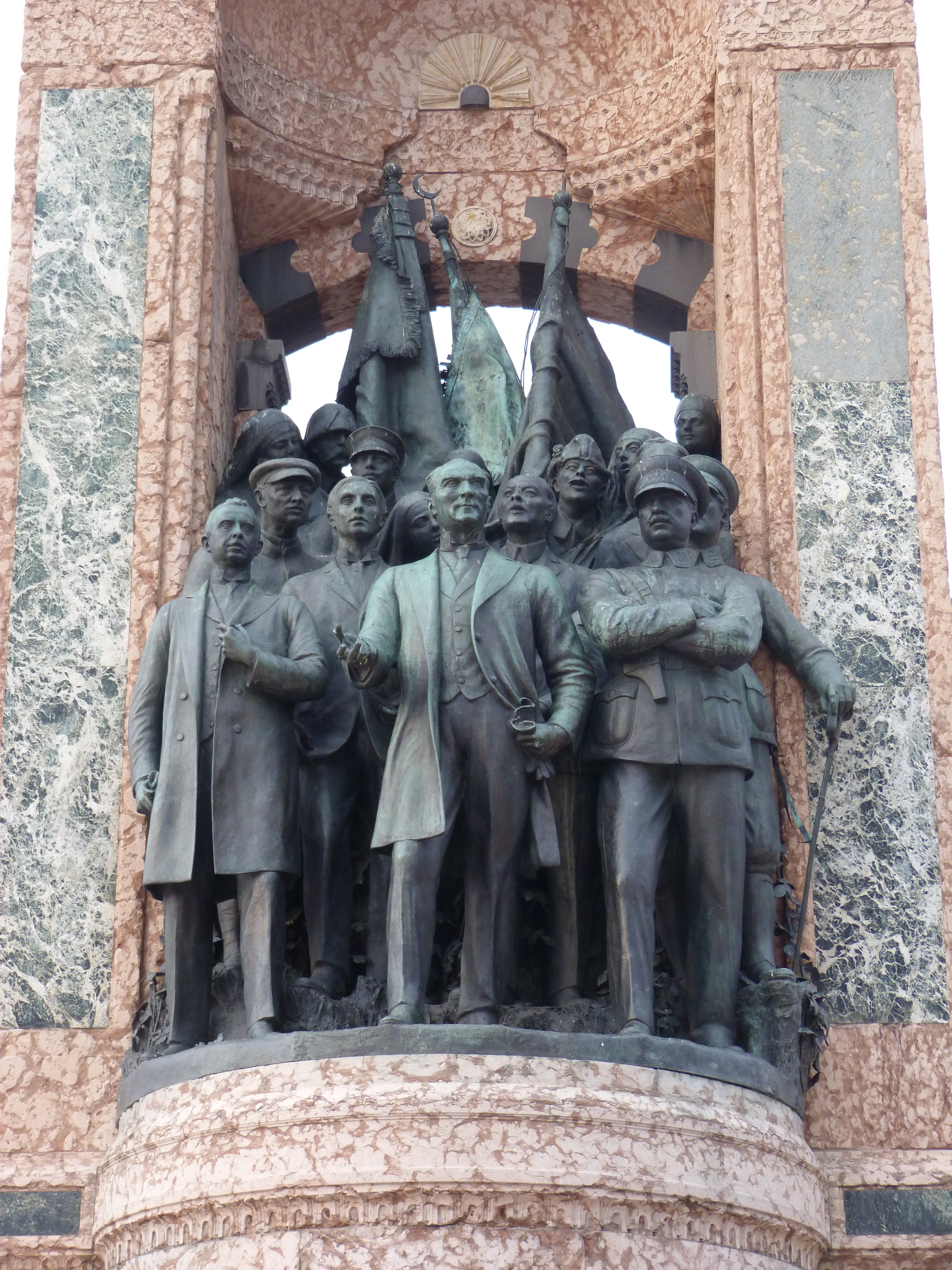
Atatürk és Frunze - Isztambul, Taksim tér

Az isztambuli Török Köztársasági Emlékművön Musztafa Kemál Atatürk mellett Mihail Vasziljevics Frunze áll. Frunze alakjának megalkotását Atatürk kérte. 1920-ban Szovjet-Oroszország jelentős segítséget nyújtott a török függetlenségi háborúban a törököknek. 
A moszkvai Frunze Katonai Akadémia, amely szintén nevét viseli, a volt Szovjetunió egyik legelismertebb ilyen jellegű intézménye volt.
Egy moszkvai metróállomást Frunzenszkajának neveztek a tiszteletére. Az állomás egyik kijáratánál Frunze mellszobra látható. Az állomástól három Frunzéról elnevezett utca vezet ki a Moszkva folyó partján futó Frunze rakpartra.
Suja orosz városban emlékmúzeumot hoztak létre Mihail Frunzének.

## Idézetek
"Bármit teszünk, minden cselekedetünknek a Forradalom mindent elsöprő eszméivel kell összhangban lenniük."
"A Vörös Hadsereget munkások és parasztok hozták létre, és a munkásosztály akarata irányítja azt. Ezt az akaratot az egységes Kommunista Párt valósítja meg."

## Magyarul megjelent művei
- M. V. Frunze válogatott művei, 1-2.; ford. Auer Kálmán; Zrínyi, Bp., 1959
- Az egységes katonai doktrína és a Vörös Hadsereg / A Vörös Hadsereg katonai-politikai nevelése / A jelen legfontosabb katonai feladatai / Hadseregünk fejlesztése és a Hadtudományi Társaság feladatai / Az arcvonal és a hátország a jövő háborúban / A Vörös Hadsereg és az egyszemélyi vezetés; in: Válogatás szovjet hadtudományi írásokból; vál., szerk. Kocsis Bernát; Zrínyi, Bp., 1984